# AS.37 Martel
Die AS.37 Martel war ursprünglich eine Anti-Radar Luft-Boden-Rakete, die als Gemeinschaftsprojekt  der französischen Firma Matra und der englischen Firma Hawker-Siddeley entwickelt wurde. Sie befindet sich heute nicht mehr im Dienst.
Der Name Martel ist eine Buchstabenkombination aus den englischen Wörtern Missile Anti-Radar TELevision.

## AS.37/AJ.168/Armat
Die AS.37 gab es in verschiedenen Versionen:
- Die von Frankreich und England eingesetzte AS.37 Martel war eine Anti-Radar-Rakete. Sie wurde mit einem passiven Radarsuchkopf ausgestattet. In England wurde die AS.37 im März 1994 zusammen mit der Blackburn B-103 Buccaneer außer Dienst gestellt.
- Die nur von England eingesetzte AJ.168 Martel war mit einem TV-Suchkopf ausgerüstet und wurde als Seezielflugkörper eingesetzt. Die AJ.168 wurde 1988 durch die Sea Eagle ersetzt und ausgemustert.
- Die AS.37 ARMAT, deren Entwicklung im Jahr 1980 begann, ist die verbesserte Version der AS.37 Martel. Sie wurde mit einem besseren Suchkopf sowie einem stärkeren Feststoffraketenmotor ausgestattet.

Alle Varianten verwendeten ein Zwei-Stufen-Feststoffraketentriebwerk. Insgesamt wurden ca. 1640 Stück gefertigt.

## Einsatzländer
Frankreich
 Irak
Die irakische Luftwaffe wurde von Frankreich zwischen den Jahren 1986 bis 1990 mit ca. 450 ARMAT für ihre Mirage F-1EQ beliefert.
 Kuwait
Frankreich lieferte auch ca. 25 ARMAT nach Kuwait. Dort wurden sie mit den Mirage F-1C der Kuwait Air Force verwendet.
 Vereinigtes Königreich

## Verwendete Trägerplattformen
- Blackburn B-103 Buccaneer
- British Aerospace Nimrod
- Dassault Mirage III
- Dassault Mirage IV
- Dassault Mirage 2000
- Dassault Mirage F1
- SEPECAT Jaguar
- Hawker Siddeley Sea Harrier